# Deep Space Industries
|  | No s'ha de confondre amb Deep Space Systems. |

La Deep Space Industries, o DSI, va ser una empresa privada estatunidenca que operava en els sectors de la tecnologia espacial i l'exploració espacial. Va ser adquirida l'1 de gener de 2019 per Bradford Space.
L'empresa desenvolupa i construeix tecnologia de naus espacials que permet a empreses privades i agències governamentals accedir a destinacions a tot el sistema solar. L'objectiu declarat de la DSI és democratitzar l'accés a l'espai profund canviant fonamentalment el paradigma d'accés a l'espai profund i una disminució substancial del seu cost.

## Història
La DSI va ser anunciada formalment el 22 de gener de 2013. El DSI va passar tres anys i mig a investigar la viabilitat de la utilització de recursos espacials. A finals del 2015, el DSI va rebre finançament per iniciar el desenvolupament d'un sistema de propulsió i d'una nau espacial capaç de viatjar pel seu compte des de l'òrbita terrestre baixa (LEO) fins a l'espai profund.
A partir del 2013, el director general de l'empresa era David Gump, anteriorment de la Transformational Space Corporation i l'Astrobotic Technology. El president Rick N. Tumlinson és fundador de l'Space Frontier Foundation, entre d'altres organitzacions en el camp de l'exploració espacial. 
En algun moment anterior a l'agost de 2016, Daniel Faber es va convertir en director general. El gener de 2017, la DSI va anomenar Bill Miller com a conseller delegat. Miller és un estrateg de la creació.

## Naus espacials i tecnologies
A partir de juny de 2018, Deep Space Industries treballa en una sèrie de tecnologies que tenen com a objectiu reduir el cost d'accés a les òrbites terrestres altes i a l'espai profund per a empreses privades i agències governamentals.
L'Xplorer és una nau espacial que està dissenyada per utilitzar el seu propi sistema de propulsió per viatjar des d'una òrbita terrestre baixa (LEO) fins a una trajectòria de sortida de la Terra o òrbites terrestres superiors com l'òrbita geoestacionària (GEO). L'Xplorer està construït per permetre l'exploració i aplicacions d'alta delta-V dins d'òrbites terrestres baixes, òrbita geosíncrona, asteroides propers a la Terra i destinacions de l'espai profund, com òrbites lunars, Venus o Mart.
L'Xplorer està equipat per donar a una càrrega útil de 10 kg, una capacitat delta-V d'uns 5 km/s, amb masses de càrrega útil possibles a les necessitats inferiors del delta-V. L'Xplorer també proporciona comunicacions d'espai profund, navegació, control d'actitud, control tèrmic i energia de càrrega útil. El sistema de control de reacció de l'Xplorer ofereix sis graus de llibertat per maniobrar a prop d'objectes celestes. L'Xplorer és capaç de llançar diverses rutes comercials fins a òrbites terrestres baixes, i desacopla el temps de llançament de les maniobres d'elevació de l'òrbita i sortida de la Terra.
La Comet és un sistema de propulsió electrotèrmica segur per al llançament dissenyat per a l'ascensió de l'òrbita, perllongar la vida i desorbitar. Utilitza aigua com a propel·lent i es pot escalar per a CubeSats fins a microsatèl·lits petits, amb una interfície flexible adequada per a una àmplia gamma de naus espacials. El sistema està aprovat per volar en múltiples vehicles de llançament com a part d'una nau espacial secundària o de viatge compartit.

## Punt de vista crític
L'anunci de la DSI va ser rebut amb elogis i crítiques. Diversos científics no identificats han qüestionat si es pot arribar a realitzar una mineria d'asteroides rendible fins i tot a causa de la competència als mercats terrestres de la Terra i l'elevat cost de retornar minerals de gran valor a la Terra. Tot i això, la DSI ha respost a aquestes declaracions afirmant que la majoria dels materials extrets, principalment l'aigua, estarien destinats a l'ús a l'espai, evitant així els enormes costos de combustible de retorn i sortida del camp gravitatori de la Terra i, a més, donarien servei a les constel·lacions de satèl·lits de comunicacions, li podria generar entre 5 i 8 milions de dòlars per mes.
També es va qüestionar si Deep Space Industries estaria competint en serveis similars als de Planetary Resources. En particular, Planetary Resources no ha publicat informació sobre les seves intencions de processament, generació d'energia o maquinari i equips de fabricació a l'espai. Deep Space Industries encara no ha anunciat les seves col·laboracions de fabricació de naus espacials per al FireFly 1.